# Giulio Petroni
Giulio Petroni (Roma, 21 settembre 1917 – Roma, 31 gennaio 2010) è stato un regista, sceneggiatore e scrittore italiano.

## Biografia
Dopo essersi laureato in lettere, iniziò a lavorare come regista realizzando un cortometraggio per il cinegiornale della INCOM, intitolato Goethe a Roma. Antifascista, partecipò alla Resistenza e venne successivamente decorato con la Medaglia d'Argento. Nel dopoguerra lavorò a lungo come documentarista e soltanto nel 1959 firmò la regia del suo primo lungometraggio, La cento chilometri, una commedia di Pasquale Festa Campanile con Massimo Girotti, Riccardo Garrone e Marisa Merlini.
Nel 1986 vinse il Premio Dessì per la narrativa.

## Opere letterarie
- La città calda, G. Feltrinelli, Milano 1961
- Il rivale, Marsilio, Venezia 1980
- Le speranze e gli inganni, Dalia, Roma 1986
- Il rancore, Dalia, Roma 1989
- La strega di Colobraro, Dalia, Roma 1992
- Se questa è una patria, Dalia, Roma 1995
- Le ceneri del cinema italiano, Dalia, Roma 2001
- La quadrupla verità, Roma, Dalia, stampa 2001
- Lore Blum, Dalia, Roma 2002
- Sgarbo a Sgarbi e la sua band, S.l. Dalia, 2002
- Le passeggiate nelle sabbie mobili, Dalia, Roma 2004
- Trash, Dalia, Roma 2004

## Filmografia

### Regista e sceneggiatore
- La cento chilometri (1959)
- ...e per tetto un cielo di stelle (1968)
- Tepepa (1969)
- La notte dei serpenti (1969)
- Non commettere atti impuri (1971)
- La vita, a volte, è molto dura, vero Provvidenza? (1972)
- Labbra di lurido blu (1975)
- L'osceno desiderio (1977) (con il nome Jeremy Scott[2]) in seguito disconosciuto dal regista
- Il rivale (1987)

### Regista
- I piaceri dello scapolo (1960)
- I soliti rapinatori a Milano (1961)
- Una domenica d'estate (1966)
- Da uomo a uomo (1967)
- ...e per tetto un cielo di stelle (1968) (col nome di Giulio Petrony[2])
- Crescete e moltiplicatevi (1973)